# Bagneux, Aisne

Bagneux este o comună în departamentul Aisne din nordul Franței. În 1 ianuarie 2022 avea o populație de 62 de locuitori.